# Precessió Lense-Thirring

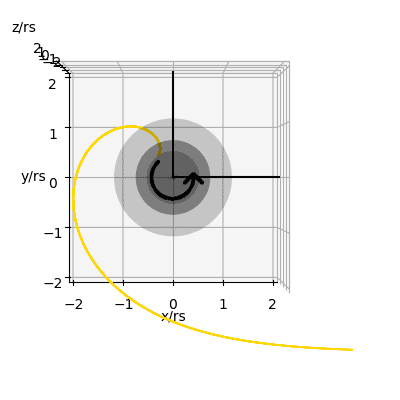
Efecte lent-thirring: el fotó és arrossegat en la direcció del gir del forat negre abans d'entrar a l'ergosfera exterior. Aleshores, el fotó s'uneix a l'anell de singularitat nu de radi cartesià = a. Constants de trajectòria: cL/E = 6,772 GM/c² amb c velocitat de la llum en el buit, L norma del moment angular del fotó, E energia del fotó, Q constant de Carter = 0. G constant gravitatòria, M massa del forat negre, a = GM/c² i rs = 2GM/c²

En relativitat general, la precessió Lente-Thirring o l'efecte Lente-Thirring (amb el nom de Josef Lense i Hans Thirring) és una correcció relativista de la precessió d'un giroscopi prop d'una gran massa en rotació com la Terra. És un efecte d'arrossegament del marc gravitomagnètic. És una predicció de la relativitat general que consisteix en precessions seculars de la longitud del node ascendent i l'argument del pericentre d'una partícula de prova que orbita lliurement una massa central en rotació dotada de moment angular {\displaystyle S}.
La diferència entre la precessió de De Sitter i l'efecte Lense-Thirring és que l'efecte de Sitter es deu simplement a la presència d'una massa central, mentre que l'efecte Lense-Thirring es deu a la rotació de la massa central. La precessió total es calcula combinant la precessió de De Sitter amb la precessió Lense-Thirring.
Segons una anàlisi històrica de 2007 d'Herbert Pfister, l'efecte hauria de ser rebatejat com a efecte Einstein–Thirring–Lense.

## La mètrica Lense-Thirring
El camp gravitatori d'un cos esfèric giratori de densitat constant va ser estudiat per Lense i Thirring el 1918, en l'aproximació de camp feble. Van obtenir la mètrica
{\displaystyle \mathrm {d} s^{2}=\left(1-{\frac {2GM}{rc^{2}}}\right)c^{2}\,\mathrm {d} t^{2}-\left(1+{\frac {2GM}{rc^{2}}}\right)\,\mathrm {d} \sigma ^{2}+4G\epsilon _{ijk}S^{k}{\frac {x^{i}}{c^{3}r^{3}}}c\,\mathrm {d} t\,\mathrm {d} x^{j},} on els símbols representen:
- la mètrica,
- l'element de línia d'espai pla en tres dimensions,
- la posició "radial" de l'observador,
- la velocitat de la llum,
- la constant gravitatòria,
- el símbol Levi-Civita completament antisimètric,
- la massa del cos en rotació,
- el moment angular del cos en rotació,
- el tensor energia-impuls.

L'anterior és l'aproximació de camp feble de la solució completa de les equacions d'Einstein per a un cos giratori, coneguda com a mètrica de Kerr, que, a causa de la dificultat de la seva solució, no es va obtenir fins al 1965.

## El terme Coriolis
L'efecte d'arrossegament del marc es pot demostrar de diverses maneres. Una manera és resoldre per geodèsica; llavors mostraran un terme semblant a la força de Coriolis, excepte que, en aquest cas (a diferència de la força de Coriolis estàndard), la força no és fictícia, sinó que es deu a l'arrossegament del marc induït pel cos giratori. Així, per exemple, un geodèsic que cau radialment (instantàniament) a l'equador satisfà l'equació {\displaystyle r{\frac {\mathrm {d} ^{2}\varphi }{\mathrm {d} t^{2}}}+2{\frac {GJ}{c^{2}r^{3}}}{\frac {\mathrm {d} r}{\mathrm {d} t}}=0,} on
- és el moment,
- és l'angle azimutal (angle longitudinal),
- és la magnitud del moment angular del cos massiu que gira.

L'anterior es pot comparar amb l'equació estàndard per al moviment subjecte a la força de Coriolis:
{\displaystyle r{\frac {\mathrm {d} ^{2}\varphi }{\mathrm {d} t^{2}}}+2\omega {\frac {\mathrm {d} r}{\mathrm {d} t}}=0,}on {\displaystyle \omega } és la velocitat angular del sistema de coordenades en rotació. Observeu que, en qualsevol cas, si l'observador no està en moviment radial, és a dir, si {\displaystyle dr/dt=0}, no hi ha cap efecte sobre l'observador.

## Precessió
L'efecte d'arrossegar el marc farà que un giroscopi precessi. La taxa de precessió ve donada per {\displaystyle \Omega ^{k}={\frac {G}{c^{2}r^{3}}}\left[S^{k}-3{\frac {(S\cdot x)x^{k}}{r^{2}}}\right],} on:
- és la velocitat angular de la precessió, un vector i un dels seus components,
- el moment angular del cos que gira, com abans,
- el producte intern de la mètrica plana ordinari de la posició i el moment angular.

És a dir, si el moment angular del giroscopi en relació amb les estrelles fixes és {\displaystyle L^{i}}, llavors precedeix com {\displaystyle {\frac {\mathrm {d} L^{i}}{\mathrm {d} t}}=\epsilon _{ijk}\Omega ^{j}L^{k}.}La taxa de precessió ve donada per {\displaystyle \epsilon _{ijk}\Omega ^{k}=\Gamma _{ij0},} on {\displaystyle \Gamma _{ij0}} és el símbol de Christoffel per a la mètrica anterior. La gravitació de Misner, Thorne i Wheeler ofereix pistes sobre com calcular-ho més fàcilment.